# Дринские мученицы

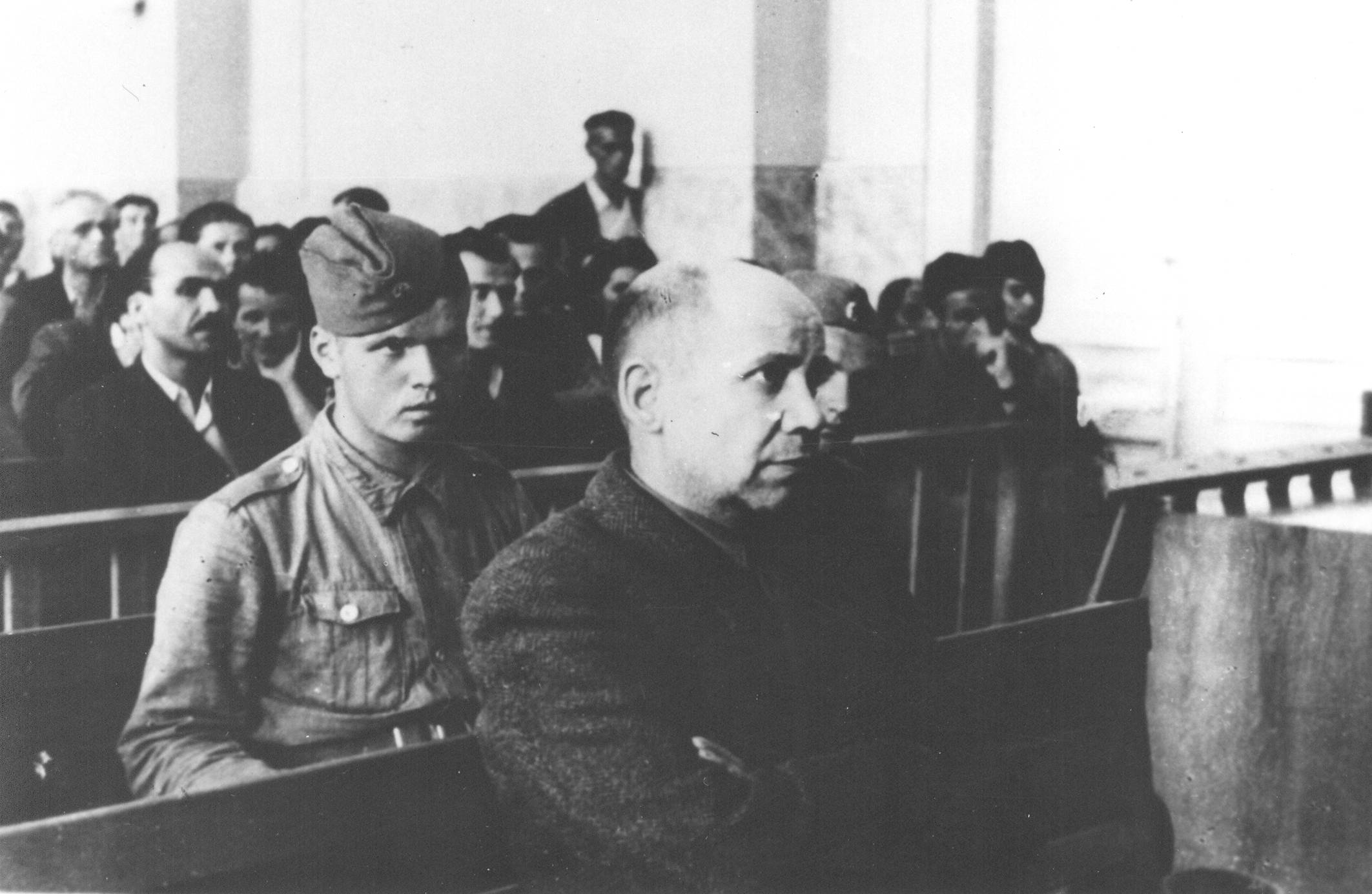
Суд над Ездимиром Дангичем

Дринские мученицы (сербохорв. Drinske mučenice) — группа из пяти католических монахинь из конгрегации Дочери Божьей Любви, беатифицированные Римским папой Бенедиктом XVI.
Монахини (две словенки, одна хорватка, одна венгерка и одна австрийка) прибыли в Югославию в 1911 году, где в городе Пале основали свой монастырь под наименованием «Дом Марии». 11 декабря 1941 года в Пале вошли отряды сербских четников, которые ворвались в монастырь, разграбили и сожгли его. Монахини, оставшись без жилья, отправились пешком в мороз и сильный снег через горы в сторону города Горажде. После небольшого отдыха в селе Цареве-Воды они пошли до Сетлины. 76 -летняя сестра Мария Берхмана была сильно истощена, поэтому осталась в селе. Оставшиеся монахини продолжили свой путь в Горажде, куда они шли следующие четыре дня. 15 декабря 1941 года они достигли до своей цели и остановились на третьем этаже бывшей казармы королевской югославской армии. Вечером этого же дня в их комнату ворвались четники под командованием Ездимира Дангича, чтобы их изнасиловать. Монахини, спасая себя от насилия, выпрыгнули из окна. Разбившихся монахинь четники добивали штыками, после чего их тела выбросили в Дрину. Выздоровевшая сестра Мария Берхмана была убита четниками 23 декабря 1941 года в лесу около деревни Сетлина.
Список мучениц
- Мария Берхмана Ляйденикс — настоятельница
- Мария Юлия Иванишевич
- Мария Кресенция Боянц
- Мария Антония Фабиан
- Мария Бернадета Банья

В апреле 1942 года немецкие оккупационные власти взяли в плен командира отряда Ездимира Дангича и отправили его лагерь для военнопленных в Польшу. В 1943 году он бежал из лагеря и в августе 1944 года участвовал в Варшавском восстании. В 1945 году он был арестован отрядом Красной Армии и отдан коммунистическим властям Югославии. Был осуждён в Сараево на смертную казнь и расстрелян 22 августа 1947 года.

## Прославление
Дринские мученицы были причислены к лику блаженных 24 сентября 2011 года в Сараево. Декрет Римского папы Бенедикта XVI о беатификации мучениц объявил префект Конгрегации по канонизации святых кардинал Анджело Амато.
День памяти в Католической церкви — 15 декабря.